# Lipiec 2008

## 1 lipca2008
- Pięć osób zginęło, a ponad 300 zostało rannych w zamieszkach, które wybuchły w Ułan Bator na wieść o wygranej Mongolskiej Partii Ludowo-Rewolucyjnej w wyborach parlamentarnych. (Gazeta.pl)
- Francja przejęła prezydencję Rady Unii Europejskiej. (Economist.com)

## 2 lipca2008
- Po sześciu latach Ingrid Betancourt została uwolniona z rąk FARC. (BBC News)

## 4 lipca2008
- W zamachu bombowym w Mińsku ranne zostały 54 osoby. (TUT.by)

## 11 lipca2008
- Katastrofa polskiego autokaru w Serbii, w której zginęło 6 osób. (Onet.pl)

## 13 lipca2008
- W wypadku samochodowym, o godzinie 13.20, zginął Bronisław Geremek. Miał 76 lat. Jego Mercedes zderzył się z Fiatem Ducato. (TVN24.pl)

## 14 lipca2008
- Luis Moreno-Ocampo, prokurator Międzynarodowego Trybunału Karnego, wydał list gończy za prezydentem Sudanu Omarem al-Baszirem. (BBC News)
- Premier Belgii Yves Leterme podał się do dymisji. (BBC News)

## 18 lipca2008
Król Bhutanu Jigme Khesar Namgyel Wangchuck podpisał pierwszą konstytucję, przyjętą tego dnia przez parlament. (WP.PL)

## 21 lipca2008
- Poszukiwany przez Międzynarodowy Trybunał Karny dla byłej Jugosławii za ludobójstwo, zbrodnie wojenne oraz zbrodnie przeciwko ludzkości Radovan Karadžić został aresztowany na terenie Serbii. Faktycznie aresztowanie miało miejsce 18 lipca, jednak podano to do publicznej wiadomości trzy dni później. (ICTY)

## 23 lipca2008
- Republika Zielonego Przylądka przystąpiła do Światowej Organizacji Handlu stając się 153. członkiem tej organizacji. (WTO)

## 24 lipca2008
- Międzynarodowy Komitet Olimpijski wykluczył reprezentację Iraku z uczestnictwa w letnich igrzyskach olimpijskich w Pekinie z powodu ingerencji irackiego rządu w działalność krajowego komitetu olimpijskiego. (IOC)

## 26 lipca2008
- Parlament Macedonii zatwierdził rząd powołany przez premiera Nikolę Gruevskiego. (TVN24.pl)
- W serii zamachów bombowych w indyjskim mieście Ahmadabad zginęło 29 osób, a co najmniej 88 zostało rannych. (AP)

## 27 lipca2008
- W wyniku eksplozji dwóch bomb w tureckim mieście Stambuł zginęło 17 osób, a ponad 150 zostało rannych. (Reuters)
- Hiszpan Carlos Sastre, reprezentujący zawodową grupę CSC, został zwycięzcą 95. edycji wyścigu kolarskiego Tour de France. (TVN24.pl)
- W Kambodży odbyły się wybory parlamentarne. Wstępne wyniki wskazują na zwycięstwo Kambodżańskiej Partii Ludowej i dotychczasowego premiera Hun Sena. (BBC News)
- Wyśmierzyce najmniejsze miasto pod względem liczby mieszkańców w Polsce świętuje 670-lecie powstania. (Gazeta.pl)

## 30 lipca2008
- Aby ograniczyć skutki hiperinflacji osiągającej 2,2 mln% rocznie, Bank Centralny Zimbabwe ogłosił denominację dolara Zimbabwe w proporcji 10000000000:1. (BBC News)
- W związku z oskarżeniami o korupcję, premier Izraela Ehud Olmert ogłosił, że we wrześniu poda się do dymisji. (TVN24.pl)